# اصطلاح برنامه‌نویسی
اصطلاح‌های برنامه‌نویسی ساختارهایی است که در یک یا چند زبان برنامه‌نویسی تکرار می‌شوند و برای حل مسائل خاص طراحی شده‌اند. این اصطلاح‌ها معمولاً روش‌هایی استاندارد و پذیرفته شده برای انجام وظایف خاص در برنامه‌نویسی هستند. به عبارت دیگر، اصطلاح‌های برنامه‌نویسی به مجموعه‌ای از راه‌حل‌ها، تکنیک‌ها و شیوه‌های کدنویسی گفته می‌شود که توسعه‌دهندگان برنامه‌ها از آن‌ها برای بهبود کیفیت، کارایی، خوانایی و نگهداری کد استفاده می‌کنند.

#### اصطلاح‌های برنامه‌نویسی می‌توانند به دسته‌های مختلف تقسیم شوند:
1. الگوهای طراحی (Design Patterns): این الگوها راه‌حل‌های عمومی برای مسائل رایج در طراحی نرم‌افزار هستند. به عنوان مثال، الگوهای طراحی مانند Singleton، Observer و Factory به طور گسترده در برنامه‌نویسی شیءگرا استفاده می‌شوند.
2. الگوهای برنامه‌نویسی (Programming Paradigms): این اصطلاح‌ها به رویکردهایی اشاره دارند که در زبان‌های برنامه‌نویسی برای حل مسائل استفاده می‌شوند. به عنوان مثال، شیءگرایی (Object-Oriented Programming)، تابع‌گرایی (Functional Programming) و مقیاس‌پذیری (Declarative Programming) از جمله این الگوها هستند.
3. روش‌ها و شیوه‌های برنامه‌نویسی: شامل تکنیک‌هایی است که برنامه‌نویسان برای نوشتن کدهای کارآمدتر و قابل نگهداری‌تر استفاده می‌کنند. این می‌تواند شامل روش‌های استفاده از متغیرها، حلقه‌ها، شرط‌ها و توابع باشد.
4. کتابخانه‌ها و فریم‌ورک‌ها: بسیاری از اصطلاح‌های برنامه‌نویسی به کتابخانه‌ها و فریم‌ورک‌های خاصی اشاره دارند که قابلیت‌هایی از پیش ساخته‌شده را در اختیار برنامه‌نویسان قرار می‌دهند. به عنوان مثال، در زبان‌های مختلف فریم‌ورک‌هایی مانند Django (برای Python)، React (برای JavaScript) و Spring (برای Java) وجود دارند که الگوهای برنامه‌نویسی خاص خود را ارائه می‌دهند.
5. اصطلاحات و مفاهیم پایه: برخی اصطلاح‌ها به مفاهیم پایه در برنامه‌نویسی اشاره دارند که در تمام زبان‌های برنامه‌نویسی استفاده می‌شوند. این اصطلاح‌ها می‌توانند شامل مفاهیمی مانند متغیرها، عملگرها، شرط‌ها، حلقه‌ها و توابع باشند.

استفاده از این اصطلاح‌ها و الگوها به برنامه‌نویسان کمک می‌کند تا کدهای بهتری بنویسند که هم کارآمد و هم قابل نگهداری باشد.

## نمونه‌های اصطلاح‌های ساده

### افزایش شمارنده
در زبانی شبیه بیسیک کد افزایش یکی شمارنده بسیار ساده است:
```
 i = i + 1
```

در زبان سی و بسیاری از زبان‌های مشتق شده کد کوتاه شده‌ای دارد:
```
 i += ۱; /* i = i + 1; */
 ++i; /* same result */
 i++; /* same result */

```

دو عبارت اول نسخهٔ جدید i را بیرون می‌دهند ولی عبارت سوم نسخهٔ قدیمی را. وقتی عبارت‌ها به صورت جدا استفاده بشوند به مانند همین‌جا، عبارت به بیرون داده شده نادیده در نظر گرفته می‌شود.

### جابجا کردن دو عبارت
در بسیاری از زبان‌ها کد جابجاکردن دو عبارت به شکل زیر است:
```
temp = a;
 a = b;
 b = temp;
```

در پرل می‌توان به کمک نحوی فشرده‌شده با کمک قابلیت اختصاص فهرست آن را انجام داد:
```
 ($a, $b) = ($b, $a);
```